# فاطمة الشيكر
فاطمة الشيكر ( 1948 – 2018) ممثلة مغربية، شاركت في عدد من الأعمال المسرحية والتلفزيونية والسينمائية. 

## مسيرته
انطلقت من المسرح البلدي بالدار البيضاء سنة 1964 مع الرائد الطيب الصديقي، رفقة مجموعة من الممثلين الكبار من قبيل حمادي عمور وعبد العظيم الشناوي وغيرهما، كما اشتغلت مع فرق مسرحية أخرى (فرقة البدوي وفرقة عبد العظيم الشناوي الأولى)، قبل أن تلتحق بالكونسيرفاتوار بغية تعميق معارفها في المسرح وفنونه.
في الجانب السينمائي كانت فاطمة الشيكر تشتغل سكرتيرة للمخرج محمد الركاب في النصف الأول من عقد السبعينات، حيث حضرت لحظات تصوير فيلمه الروائي الطويل الأول رماد الزريبة سنة 1976. وبعد مشاركتها في المسيرة الخضراء سنة 1975، سافرت إلى فرنسا لإتمام تعليمها العالي في الأدب والحضارة الفرنسيين وحصلت سنة 1979 على دبلوم في الدراسات العليا. أما أول وقوف لها كممثلة أمام كاميرا السينما فكان في الفيلم الروائي الطويل الثاني لمحمد الركاب حلاق درب الفقراء (1982)، مباشرة بعد عودتها من فرنسا سنة 1981.
لم يقتصر اشتغالها في السينما على التشخيص فحسب بل اضطلعت بمهام تقنية في الملابس و السكريبت وغير ذلك. 

## أعماله

### أفلام
- 1987: إشتار
- 1994: يا ريت
- 1997: أوشتام
- 2002: تيغالين، فيلم في أربعة أجزاء
- 2003: خيط الروح
- 2003: الدويبة
- 2004: ليلة ممطرة
- 2007: سميرة في الضيعة
- 2007: ريح البحر
- 2009: بوكيوض
- 2016: دوار كونيكسيون
- 2017: ليالي جهنم
- 2017: عمي

### مسلسلات
- 2002: الكمين، من خمس حلقات
- 2005: المرسى والبحار
- 2007: عبد الرؤوف والتقاعد
- 2015: مقطوع من شجرة
- 2016: نعام ألالة
- 2017: رضاة الوالدة

## روابط خارجية
- فاطمة الشيكر على موقع IMDb (الإنجليزية)